# Лучанська сільська рада (Липоводолинський район)
Лучківська сільська́ ра́да — колишній орган місцевого самоврядування в Липоводолинському районі Сумської області. Адміністративний центр — село Лучка.

## Загальні відомості
- Населення ради: 882 особи (станом на 2001 рік)

## Населені пункти
Сільській раді підпорядковані населені пункти:
- с. Лучка
- с. Бухалове

## Склад ради
Рада складалася з 16 депутатів та голови.
- Голова ради: Тесленко Лариса Василівна
- Секретар ради: Купко Світлана Павлівна

### Керівний склад попередніх скликань
| Прізвище, ім'я, по батькові | Основні відомості                                                 | Дата обрання | Дата звільнення |
| --------------------------- | ----------------------------------------------------------------- | ------------ | --------------- |
| Олійник Ганна Іванівна      | Сільський голова, 1962 року народження, позапартійна              | 26.03.2006   | 31.10.2010      |
| Тесленко Лариса Василівна   | Сільський голова, 1970 року народження, освіта вища, позапартійна | 31.10.2010   |                 |

Примітка: таблиця складена за даними сайту Верховної Ради України